# Martirio di San Giovanni Battista
Il Martirio di San Giovanni Battista di Masaccio è una tempera su tavola (30,5x21 cm) proveniente dallo smembrato polittico di Pisa ed oggi conservato nei Musei statali di Berlino. Risale al 1426.

## Storia
Destinato alla chiesa del Carmine per la cappella del notaio ser Giuliano di Colino degli Scarsi da San Giusto, il polittico di Pisa è l'opera meglio documentata di Masaccio, grazie a un committente particolarmente preciso, che annotò tutti i pagamenti e i solleciti fatti al pittore.
Il 19 febbraio 1426 l'artista era a Pisa a siglare il contratto e, dopo vari solleciti e richieste a impegnarsi in esclusiva all'opera, il 26 dicembre Masaccio riceveva il saldo per l'opera.
Entro il 1568 Giorgio Vasari lo vide e lo descrisse nella seconda edizione delle Vite. Nel corso del XVII o XVIII secolo venne rimosso dall'altare, sembrato e disperso.
I tre pannelli della predella si trovano tutti a Berlino, anche se vennero acquisiti in date diverse. I due pannelli dell'Adorazione dei Magi e dei Martiri di Pietro e Giovanni Battista si trovavano nella collezione Capponi a Firenze quando vennero ceduti, nel 1880, al museo berlinese. Già registrati come opera del Pesellino, all'arrivo in Germania erano già stati correttamente attribuiti a Masaccio e al polittico pisano; le Storie di san Giuliano e san Nicola entrarono invece in collezione nel 1908, con attribuzione più incerta.

## Descrizione
L'opera faceva parte della predella, in particolare del lato sinistro, al di sotto di un perduto pannello con san Giovanni Battista. La scena mostra la decollazione del Battista, un attimo prima che il martirio sia compiuto. In primo piano, sulla sinistra, un comandante con il bastone ha ordinato l'esecuzione, come indica il gesto eloquente, e due soldati stanno eseguendola: uno, di spalle, sta vibrando il colpo di grazia con la spada, mentre l'altro tiene la testa del santo per i capelli e lo picchia con un bastone. Masaccio si sforzò di rappresentare la violenza dei carnefici, di uno dei quali, l'esecutore materiale, non mostrò la faccia e, quindi, il lato umano. Il gesto rotatorio della spada in scorcio che sta per abbattersi è sottolineato, oltre che dalla posizione del boia, anche dalla sua veste, che svolazza per il movimento. Egli indossa la tunica corta dei pagani, la stessa di cui Masaccio vestì ad esempio il gabelliere senza scrupoli nell'affresco del Pagamento del Tributo nella Cappella Brancacci.
Il Battista, inginocchiato su un gradino e curvo per offrire il collo al carnefice, si appresta a ricevere il martirio con rassegnazione, mentre prega con le mani giunte. Nella sua figura si scorge anche un silenzioso dolore, reso straziante dal volto in ombra e la posizione indifesa. Davanti a lui si trova già la cesta dove cadrà la sua testa.
Chiudono la scena due guardie giovani, che assistono dietro ai loro alti scudi dipinti di rosso, che forniscono una quinta di violento impatto cromatico alla drammatica scena. Anticamente gli scudi erano decorati da motivi e forse lustri metallici oggi quasi cancellati. Anche le armature, gli elmi e la spada erano un tempo lustrate con sottili lamine metalliche.
Lo sfondo è un paesaggio di montagne rocciose e un pietroso selciato, che riprende quello dell'attigua scena della Crocefissione di san Pietro.

## Stile
L'opera è un compiuto esempio di uno spazio dipinto illusionisticamente dove tutti gli elementi sono collocati razionalmente seguendo un principio razionale unitario, legato a una rigorosa costruzione matematica della prospettiva.
Lo spazio è vivificato anche dalla luce, che dà concretezza e volume ad ogni singolo elemento, dal corpo del santo ai ciottoli del selciato.